# Мюльбах (Рейнланд-Пфальц)
Мюльбах (нем. Mülbach) — община в Германии, в земле Рейнланд-Пфальц.
Входит в состав района Айфель-Битбург-Прюм. Подчиняется управлению Битбург-Ланд. Население составляет 109 человек (на 31 декабря 2010 года). Занимает площадь 1,55 км².